# Coruscant
Vous lisez un « bon article » labellisé en 2021.
Astre fictif apparaissant dans
Star Wars.
Coruscant est une planète couverte d'une œcuménopole de l'univers de fiction Star Wars. Située parmi les mondes du Noyau, cette planète orbite autour de Coruscant Prime. Il s'agit de la capitale de la République galactique, puis de l'Empire galactique qui lui succède.
Quoiqu'elle soit peu accueillante sous sa forme naturelle, il s'agit probablement du monde d'origine des humains et des taungs, ancêtres des mandaloriens. La planète est modifiée artificiellement, ce qui en fait un lieu plus agréable à vivre. Les deux peuples apparemment originaires de Coruscant prennent ensuite le contrôle de la Galaxie. Du fait de son emplacement à la croisée de routes hyperspatiales, Coruscant s'impose comme monde dominant du Noyau, zone galactique la plus développée. Toutefois, sa situation en fait un lieu propice aux guerres et aux affaires d'État.
Elle apparaît principalement dans les films de la deuxième trilogie de Star Wars (La Menace fantôme, L'Attaque des clones et La Revanche des Sith) et dans les films dérivés The Clone Wars et Rogue One, mais aussi à la fin du Retour du Jedi.
En plus des films, Coruscant est représentée dans les séries télévisées Les Aventures des petits Jedi, The Acolyte, Tales of the Jedi, The Clone Wars, Forces du destin, The Bad Batch, Tales of the Empire, Rebels, Andor, The Mandalorian et Ahsoka, dans les mises en roman des films dans lesquels elle apparaît, ainsi que dans plusieurs romans, jeux vidéo et bandes dessinées.

## Contexte
L'univers de Star Wars se déroule dans une galaxie qui est le théâtre d'affrontements entre les Chevaliers Jedi et les Seigneurs noirs des Sith, personnes sensibles à la Force, un champ énergétique mystérieux leur procurant des pouvoirs parapsychiques. Les Jedi maîtrisent le Côté lumineux de la Force, pouvoir bénéfique et défensif, pour maintenir la paix dans la galaxie. Les Sith utilisent le Côté obscur, pouvoir nuisible et destructeur, pour leurs usages personnels et pour dominer la galaxie.

## Géographie

### Situation spatiale et topographie
Le système Coruscant se situe dans les mondes du Noyau. Il se trouve dans le sous-secteur homonyme, lui-même inclus dans le secteur homonyme. Ses coordonnées dans la norme galactique sont 0-0-0. Elles sont prises comme centre du repère,. Coruscant orbite à assez grande distance de sa minuscule étoile (entre 207 et 251 millions de kilomètres), aussi appelée Coruscant. Il s'agit de la cinquième des dix planètes de ce système, sans compter un champ d'astéroïdes et une agrégation de comètes,.
Coruscant offre un climat peu hospitalier pour les humains. Ceux-ci ont par conséquent satellisé une batterie de miroirs afin d'amplifier la chaleur et la lumière de son soleil.

### Formes de vie
Outre les diverses espèces intelligentes originaires de toute la Galaxie qui peuplent Coruscant, il existe des espèces animales propres à la planète et à son environnement artificiel, particulier.
Le ver de conduit parasite les câbles électriques et s'alimente à partir du champ électrique ainsi récupéré. Il se répand dans les réseaux et son corps s'adapte aux besoins. Lors de pannes de courant, il se met à chercher une autre activité électrique : celle des cerveaux intelligents.
La mite de pierre, très présente sur Coruscant, parasite plus généralement les villes et les vaisseaux. Avec ses mandibules et sa salive, acide, elle troue le métal. Sa queue peut infliger des chocs électriques. Enfin, elle peut s'accrocher à deux autres mites de roche pour former un symbiote, muni d'une coquille commune. Cet animal pourrait être issu d'expériences génétiques à but militaire.
La limace du duracier se nourrit principalement de la pierre artificielle utilisée dans la construction des bâtiments, ce qui les fragilise. Elle mesure entre 3 et 5 m, voire, selon certains, jusqu'à 10 m.

### Habitations et technologie

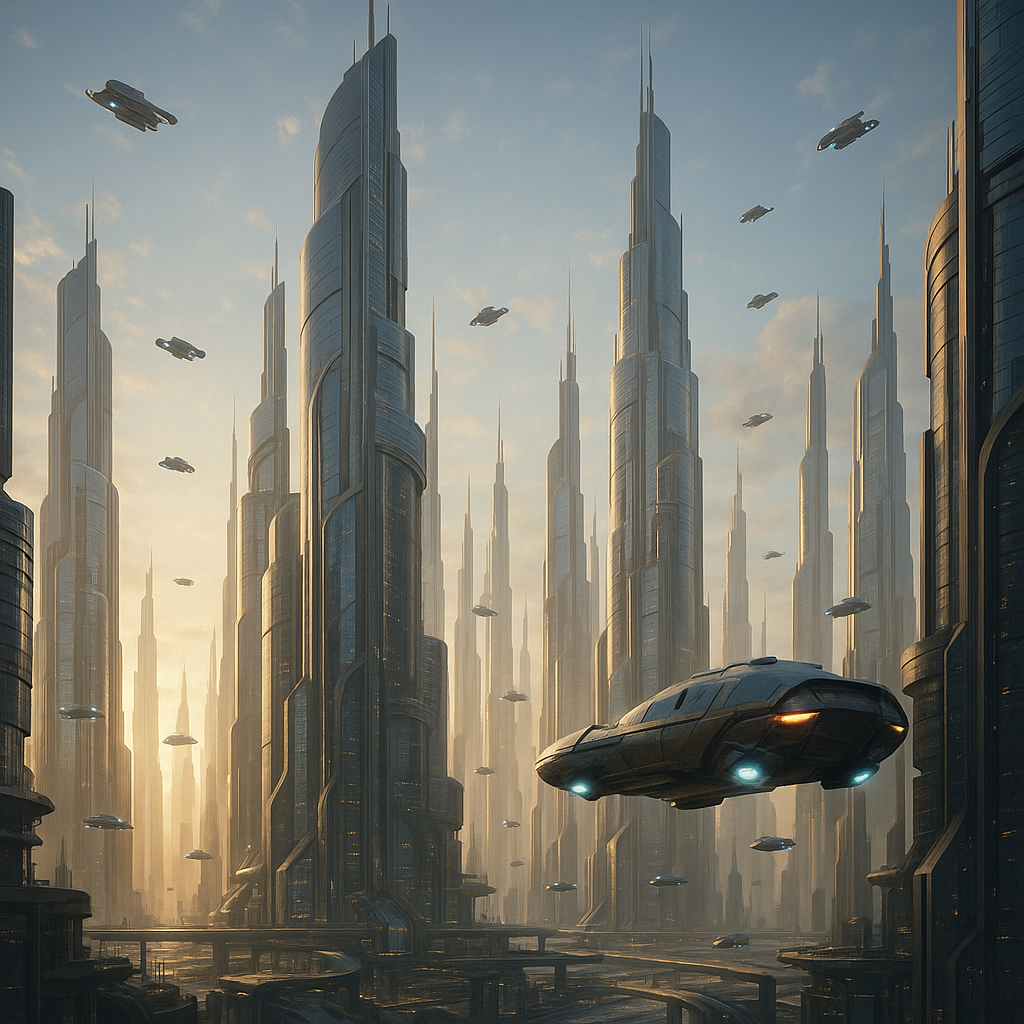
Image générée par une intelligence artificielle d'un monde similaire à Coruscant.

L’éblouissant paysage de Coruscant symbolise le pouvoir que concentre la cité. Galactic City, mégalopole la plus surpeuplée de la Galaxie, s'étend sur l'ensemble de la planète et accueille des milliards d'individus d'espèces variées. Recouvrant totalement la planète, les gigantesques immeubles de Galactic City étouffent tout relief naturel, montagnes comme mers, qui sont invisibles. Vue depuis l'espace, la lumière que dégage la ville est à peine atténuée par la couverture atmosphérique de la planète. Les conditions climatiques sont perturbées par les immeubles qui percent la troposphère mais nombre de ses immeubles atteignent 6 000 mètres. En transparacier, ils cohabitent avec des structures plus anciennes en permabéton,.
À l'intérieur des édifices les plus hauts, les énormes différences de température et de pression entre la base et le sommet génèrent des microclimats étranges et imprévisibles. Il existe aussi une différenciation sociale : sur les cimes de Galactic City, les citoyens les plus riches respirent un air purifié de haute qualité, et leurs immeubles sont régulièrement entretenus par des droïdes de contrôle de qualité. Au pied de ces immenses édifices, dans un monde crasseux de tunnels et de couloirs, la population inhale divers mélanges d'airs toxiques. La plupart des visiteurs de passage sur Coruscant apportent leurs propres réserves d'air.
Aux étages les plus élevés de Galactic City, des magasins et des restaurants sont réservés à la clientèle aisée qui occupe ces hauteurs. Cependant, on y trouve aussi de nombreuses gargotes, qui sont dépourvues de licence de restauration. À Coco Ville des immigrants de toutes espèces entretiennent des relations commerciales fondées sur l'entraide.
L'architecture de Galactic City sert à merveille les manœuvres sournoises des politiciens qui l’habitent. Imbriqués dans les mégastructures, on trouve d'innombrables balcons, chambres secrètes et immeubles abandonnés, où des organisations clandestines complotent et négocient à leur aise.
Galactic City est divisée en milliers de quadrants, eux-mêmes subdivisés en secteurs numérotés. Les cartes officielles respectent alors cette classification. En revanche, certains quartiers obtiennent des surnoms populaires, telles « les Usines ».
Il se trouve que l'approvisionnement en eau sur Coruscant s'adapte aussi à sa situation particulière. Des millions d'années de surpopulation ayant fait disparaître toute trace de l'eau liquide dont la planète a été autrefois largement recouverte, l'eau glacée présente à ses pôles est fondue et distribuée dans tout Galactic City par un réseau de canalisations.

#### Astroport
Les vastes vaisseaux cargos quittent Coruscant avec des produits de luxe, et reviennent chargés de matières premières introuvables dans la capitale. Ils ne sont pas censés transporter de passagers, mais de nombreux migrants sans ressources y prennent place, dans des conditions précaires. L'astroport fourmille également de droïdes de manutention et de contremaîtres qui veillent au bon chargement des appareils.
Des plates-formes d'atterrissage sur répulseurs privées sont réservées aux milliers de représentants sectoriels attachés et dignitaires de passage qui, jour après jour, débarquent sur Coruscant ou la quittent. Les autres visiteurs doivent se contenter des plates-formes municipales, larges de plusieurs kilomètres et souvent surchargées ; il est fréquent que ces engins doivent faire du surplace plusieurs heures durant, avant qu'un site d'atterrissage ne se libère.

#### Couloirs aériens
Les couloirs aériens de la capitale galactique, perpétuellement encombrés, sont souvent auto-navigables : des engins de tous genres suivent un itinéraire préprogrammé, ce qui permet de réduire les risques de collision. Les changements de couloirs se font à la faveur de gigantesques échangeurs en forme de spirale. Les couloirs supérieurs sont réservés aux long trajets, effectués à grande vitesse. Plus bas, les véhicules bas-de gamme circulent de façon totalement désordonnée.
Négocier un couloir d'approche dans un tel environnement réclame des nerfs solides. Par conséquent, les pilotes font payer cher pour emmener des touristes en croisière autour de la planète. Les diverses activités effectuées sur Coruscant et la surpopulation saturent ainsi en permanence le trafic aérien de la planète.

#### Usines
Les Usines sont une vaste zone industrielle, ayant autrefois produit à la chaîne des pièces de vaisseaux, des droïdes assembleurs et des matériaux de construction. Ce lieu est abandonné quelques siècles avant la bataille de Yavin. En effet, le coût élevé de la vie dans la capitale incite rapidement les fabricants à délocaliser. Ainsi, des criminels s'approprient souvent ce secteur sans surveillance notable de la part des forces de sécurité de la planète,,.

#### Quartiers prestigieux
Dans les derniers instants de la République galactique, le district gouvernemental, au cœur duquel se dresse le bâtiment du Sénat, est presque inidentifiable, tant des immeubles ont été construits autour afin d'abriter les milliers d'organismes créés pour renforcer la cohésion de la République.
L'immeuble 500 Republica dans lequel réside le sénateur Palpatine de la planète Naboo se dresse dans un vieux quartier prestigieux de Coruscant. Résidence de citoyens dont la fortune est insondable et qui exigent que leur intimité soit totale, il est équipé d'ascenseurs privés sur répulseurs et d'armements secrets, ainsi que de 53 appontements capables d’accueillir les plus gros taxis aériens et des vaisseaux spatiaux privés.
Le temple Jedi se trouve aussi sur Coruscant. Il s'agit du quartier général de l'ordre Jedi, chargé de défendre la paix et la justice au sein de la République galactique. Les archives du temple Jedi, accumulées au fil des millénaires, représentent la bibliothèque la plus vaste de toute la République.

#### Bas-fonds
Les bas-fonds de Coruscant sont les niveaux inférieurs de l'œucuménopole. Les bâtiments y datent pour la plupart de plusieurs siècles et les rues sont infestées de parasites et de criminels. En effet, les forces de sécurité de la planète négligent les bas-fonds, préférant les prestigieux niveaux supérieurs. Seuls ceux qui y sont contraints par la misère vivent alors dans les bas-fonds. En outre, les déchets ne pouvant être expulsés de Coruscant (en raison d'un coût prohibitif), ils sont envoyés dans les bas-fonds après avoir été compactés sous forme de blocs.

## Univers officiel

### Avant la bataille de Coruscant
Coruscant épuise rapidement ses ressources naturelles. Elle devient par conséquent dépendante d'autres mondes en termes de matières premières. En tant que capitale de la République galactique, cette planète est en outre le terrain de nombreux événements.
Pendant un certain temps, les Sith exploitent sur Coruscant une vergence, lieu naturel où le pouvoir de la Force est amplifié. Ensuite, les Jedi construisent au-dessus du sanctuaire Sith ce qui devient le temple Jedi. Cela permet de contenir la vergence de Coruscant et d'éviter qu'elle ne serve au Mal.
Pendant plusieurs siècles, le sabre noir, créé par un Jedi mandalorien, est conservé sur Coruscant, dans le temple Jedi, quoique l'arme ait entre-temps obtenu une valeur symbolique dans la maison Vizsla. C'est pourquoi ce temple est ciblé par une attaque mandalorienne. En effet, les mandaloriens Vizsla profitent de la période de chute de la République pour récupérer l'arme,,.
Les inégalités sociales de Coruscant sont contrées par la création d'ONG comme la Refugee Relief Movement. Celle-ci gagne fortement en importance. En effet, l'ex-Chancelier suprême de la République galactique Finis Valorum rejoint cette organisation et, dans le même temps, elle obtient une influence galactique, en accompagnant par exemple l'immigration des réfugiés de la guerre des clones vers Alderaan.
Le sénateur Palpatine, sous son identité secrète de Dark Sidious, rencontre notamment son apprenti Dark Maul sur l'un des balcons des bâtiments de Coruscant en 32 av. BY.
La sénatrice Padmé Amidala y subit notamment une tentative d'assassinat : la chasseuse de primes Zam Wesell essaie de tuer la politicienne. Les insectes censés empoisonner Padmé tués par le Jedi Anakin Skywalker, la chasseuse de prime s'enfuit sur un airspeeder Koro-2, l'un des véhicules d'évasion favoris des criminels. Anakin Skywalker et son maître Obi-Wan Kenobi poursuivent alors Wesell dans les cieux de la planète. Ensuite, Anakin est chargé de la protection de Padmé et doit la faire fuir Coruscant, où elle se trouve en danger,,.
Pendant la guerre des clones, le temple Jedi, sur Coruscant, subit un attentat. Le Jedi Anakin Skywalker notamment enquête sur cette attaque. Dans un premier temps, il effectue ses recherches dans les bas-fonds de Coruscant avec son apprentie Ahsoka Tano, mais, lorsqu'elle est accusée de meurtre, il parcourt les cieux de la planète avec le capitaine clone Rex afin d'aider la jeune Jedi.
Le chasseur de primes Cad Bane se rend plusieurs fois sur Coruscant pour d'importantes missions. D'abord, il vole la liste des enfants sensibles à la Force au temple Jedi, pour le compte de Dark Sidious. Ensuite, il travaille aussi pour Jabba le hutt, en libérant un hutt prisonnier de la République sur Coruscant. Comme des sénateurs et Jedi sont alors proches, Cad Bane et son équipe de chasseurs de primes affrontent les Jedi et prennent en otages temporairement des sénateurs,.
Par ailleurs, lorsqu'une bête de Zillo originaire de Malastare est réveillée dans sa planète natale par une bombe à électro-proton, elle est amenée au laboratoire de Coruscant, Palpatine souhaitant le cloner pour en faire une arme. Le monstre s'échappe et ravage une partie de Galactic City, se dirigeant vers le bâtiment du Sénat. L'animal, après avoir blessé soldats clones et citoyens coruscanti, est vaincu par une équipe menée par Anakin Skywalker,,,.

### Bataille de Coruscant
Tandis que des campagnes de grande ampleur mobilisent des millions de vaisseaux séparatistes dans la Bordure extérieure, le vaisseau amiral de la Confédération des systèmes indépendants (CSI), dirigé par le général Grievous, la Main Invisible, guide quelques cuirassés et des centaines de destroyers et de frégates dans une attaque foudroyante sur Coruscant,.
Cette agression féroce contre la capitale galactique est en réalité une diversion, destinée à permettre au général Grievous d'enlever le chancelier suprême Palpatine, alors réfugié dans le bunker de la chancellerie, dans le but de hâter la fin des hostilités. Des commandos droïdes, composés d'une dizaine de MagnaGardes sélectionnées par Grievous, et appuyés par des canonnières droïdes cruciales dans cette attaque insidieuse, réalisent cet audacieux enlèvement. En orbite, la Main Invisible attend, avec la flotte confédérée, le retour des ravisseurs et de leur proie ; mais des milliers d'appareils de la République le prennent d'assaut dans l’atmosphère de la planète.
Tandis qu'une bataille spatiale fait rage entre forces séparatistes et forces républicaines, le haut conseil Jedi décide que la meilleure façon de secourir Palpatine est d'effectuer un raid éclair sur le vaisseau amiral de la CSI, à bord duquel il est détenu. Alors que la Main Invisible tente de se dissimuler parmi les cuirassés, les destroyers et les frégates séparatistes, sous la protection de quantités de chasseurs Vautours et de Tri-droïdes, les Jedi Obi-Wan Kenobi et Anakin Skywalker s'approchent à bord de leurs intercepteurs Jedi, soutenus par l'escadrille Sept du capitaine « Odd Ball » Davijaan. À ce moment, les boucliers déflecteurs du vaisseau amiral sont déjà défaillants, et certaines zones de la coques sont devenues vulnérables. Anakin détruit le bouclier de confinement atmosphérique à l'entrée du hangar, brisant les défenses du bâtiment.
La bataille au-dessus de Coruscant a des effets dévastateurs sur Galactic City : chaque épave qui s'écrase creuse un vaste cratère, et l'onde de choc détruit les immeubles environnants. Infatigablement, les pilotes pompiers volent au secours des équipages prisonniers des appareils en détresse.
La Main Invisible étant gravement endommagée, Obi-Wan Kenobi et Anakin Skywalker doivent retrouver le chancelier suprême au cœur d'un vaisseau qui se désagrège rapidement et dont les compartiments sont inondés de produits toxiques divers. Afin de démoraliser les loyalistes, le comte Dooku, chef de la CSI, s'apprête à diffuser dans toute la Galaxie l'image du Chancelier Suprême prisonnier lorsque les deux Jedi s'interposent. La gravité artificielle, les champs de tension et les compensateurs inertiels tombent en panne, mais le combat se poursuit, tandis que la Main Invisible commence à chuter vers la surface de Coruscant. Finalement, le comte Dooku est décapité par Anakin Skywalker, sur ordre de Palpatine, qui en réalité est le maître Sith de Dooku. Palpatine profite ainsi de la bataille pour faire avancer son plan en se débarrassant de Dooku pour plus tard faire d'Anakin Skywalker son apprenti.
Le chancelier est sauvé par les Jedi, mais, tandis que son vaisseau se disloque lors de son entrée dans l'atmosphère de Coruscant, Grievous s'échappe, larguant au passage l'ensemble des capsules de sauvetage, et rejoint un vaisseau de la CSI. Les deux Jedi, accompagnés de Palpatine, se retrouvent à devoir piloter un vaisseau en perdition,.
Aidé par les pompiers de Coruscant, qui aspergent la coque en flamme de la Main Invisible, Anakin Skywalker parvient, grâce à une habilité stupéfiante, à faire atterrir le vaisseau. Afin de ne pas aggraver les dégâts déjà causés sur Coruscant, il guide la Main Invisible jusqu'à une plate-forme désaffectée du secteur industriel.

### Après la bataille de Coruscant
Quand les Jedi découvrent que Palpatine manipule tout le monde depuis le début, Mace Windu se rend à son bureau, accompagné des Jedi Kit Fisto, Saesee Tiin et Agen Kolar. Le Sith démasqué s'attaque alors aux Jedi, en terminant avec Mace Windu.
Lors de la transition de la République galactique à l'Empire, le nouvel apprenti de Palpatine, Anakin Skywalker, mène des troupes clones pour un assaut contre le temple Jedi. Les Jedi présents sont exterminés, y compris les apprentis, et Palpatine lance un faux signal d'appel aux survivants pour les inviter à rentrer sur Coruscant. Les Jedi Obi-Wan Kenobi et Yoda se rendent alors sur Coruscant et modifient ce signal pour prévenir les survivants du danger : la République s'est retournée contre eux,.
Yoda et Palpatine, alors les deux plus puissants utilisateurs de la Force respectivement du Côté lumineux et du Côté obscur, s'affrontent alors dans le bâtiment du Sénat. Finalement, le Sith prend rapidement l'avantage, ce qui force le Jedi à s'enfuir, fatigué physiquement du combat et moralement du génocide qu'est la Grande purge Jedi. Yoda, vaincu, s'exile alors, laissant Coruscant aux mains de Palpatine.
Laissé pour mort sur Mustafar après un duel avec Obi-Wan Kenobi, Anakin est récupéré par Palpatine et transféré au grand centre médical de la République galactique, sur Coruscant. Il y est soigné et équipé comme la Galaxie le connaîtra sous le nom de Dark Vador.
Le temple Jedi est transformé en palais Impérial, à partir duquel Palpatine dirige son Empire. Galactic City est renommée Imperial City. Le peuple des Mon Calamaris sont par ailleurs en grande partie déportés sur Coruscant. Les émeutes sont nombreuses, notamment après la destruction d'Alderaan, mais réprimées violemment par les stormtroopers impériaux.
Après la bataille d'Endor, les coruscanti s'attaquent à la présence impériale plus directement pour la renverser. Dans le même temps, des criminels tentent de prendre le contrôle de la planète. Au sein de la Nouvelle République, Coruscant est simplement représentée comme les autres mondes, sans en être la capitale comme elle l'avait été pour les gouvernements galactiques précédents.

## UniversLégendes
À la suite du rachat de la société Lucasfilm par The Walt Disney Company, tous les éléments racontés dans les produits dérivés datant d'avant le 26 avril 2014 ont été déclarés comme étant en dehors du canon et ont alors été regroupés sous l’appellation « Star Wars Légendes ».

### Genèse de l'œucuménopole
Coruscant, surnommée par des historiens « perle des mondes du Noyau », est, sans qu'il n'y ait de preuve archéologique trouvée, considérée comme la planète natale de l'espèce humaine. Selon la version qui la considère comme berceau des humains, ceux-ci, structurés en trente nations de Zhell, vainquent les taungs, ancêtres des mandaloriens,.
Pendant plusieurs siècles dès 30 000 av. BY, Coruscant est asservie par l'Empire infini des rakatas. Entre 27 000 av. BY et 26 000 av. BY, les humains de Coruscant s'envoient à vitesse subluminique vers divers mondes du Noyau, afin de s'installer dans d'autres systèmes. Après la chute de l'Empire infini, Coruscant, aux côtés de planètes comme Alderaan et Corellia, fonde la République galactique, qui se lance dans la colonisation de la Galaxie,.
S'imposant comme centre de la Galaxie civilisée, Coruscant s'est singularisée en concevant et produisant les systèmes d'hyperdrive. Cette innovation fut cruciale dans l'histoire de la Galaxie, car elle permit aux vaisseaux de se déplacer d'une extrémité à l'autre de l'espace en quelques jours, au lieu des années autrefois nécessaires. À mesure que les explorateurs atteignaient des planètes toujours plus éloignées, ils revenaient sur Coruscant en compagnie d'autochtones, qui vinrent accroître sa population et contribuer à l'expansion la plus rapide que la planète ait jamais connue. Un tel prestige valut sur Coruscant de se voir attribuer les coordonnées zéro-zéro-zéro sur les cartes de navigation standard, ce qui fit d'elle le centre réel de la Galaxie,.
Vers 90 000 av. BY, la mégalopole qui recouvre entièrement la planète, Galactic City, fut édifiée sur un champ de bataille où se sont plus tôt affrontées trois civilisations,.

### Guerres entre Jedi et Sith
En tant que capitale galactique, Coruscant est particulièrement impliquée dans les conflits entre les Jedi et les Sith, d'envergure galactique.
En 3 996 av. BY, lors de la grande guerre sith, la principale base de l'ordre Jedi à Ossus est ravagée : l'Ordre délocalise sur Coruscant, et il reste pendant quatre millénaires. Dans la même période, l'un des deux principaux Jedi déchus qui dirigent l'ordre Sith est capturé par les Jedi et transféré sur Coruscant afin d'y être exécuté. Il s'agit d'Ulic Qel-Droma. L'autre Jedi déchu, Exar Kun, se rend alors sur Coruscant à son secours, et y tue notamment son ancien Maître Jedi, Vodo-Siosk Baas,.
En 3 653 av. BY, dans la grande guerre galactique, les Sith organisent une signature de traité de paix avec la République galactique à Alderaan. Toutefois, ils en profitent pour attaquer et Alderaan et Coruscant. La mandalorienne Shae Viszla, chasseuse de prime engagée par l'Empire Sith, neutralise les systèmes défensifs de la planète. Le Sith Dark Malgus se charge de la destruction du temple Jedi de Coruscant, opération au cours de laquelle la moitié du conseil Jedi est éliminée. Cet événement est appelé « sac de Coruscant ». Ainsi, Coruscant aux mains des Sith, la République se voit contrainte de céder la moitié de la galaxie pour le traité de paix final,,,,.
Vers la fin de la guerre des clones, le général Grievous se rend sur Coruscant afin d'enlever le chancelier suprême Palpatine. En fuyant avec son prisonnier, il fait face à Mace Windu, qui échoue toutefois à l'arrêter.

### Après la guerre des clones
Lors de la proclamation de l'Empire galactique, un important bâtiment apparaît sur Coruscant. Il s'agit du palais Impérial de Palpatine, alors installé près du bâtiment du Sénat.
La Nouvelle République prend Coruscant peu après la bataille d'Endor. Temporairement, elle perd à nouveau la planète au profit de Palpatine ressuscité, mais la récupère rapidement.
Pendant l'invasion yuuzhan vong, Coruscant est, après trois vagues d'attaques, prise par les troupes yuuzhan vong du maître de guerre Tsavong Lah. La planète est alors, pendant la domination yuuzhan vong, renommée « Yuuzhan'tar City ». Les actions du peuple yuuzhan vong sur la planète pour la rapprocher de l'apparence de leur monde natal, Yuuzhan'tar, lui rendent en sa part naturelle, auparavant noyée dans l'artificiel, et celles de l'Alliance galactique après la reprise de la planète permettent de trouver sur Coruscant un équilibre entre technologie et nature,.

## Concept et création
Le mot « coruscant » provient du latin du XVe siècle. Il y signifie « scintillant ». Le terme est récupéré par le français et par l'anglais. Il garde alors son sens, désormais chargé d'une valeur poétique. Sa signification permet alors de qualifier la planète par son nom. Ce nom est attribué à la capitale de l'Empire galactique non pas dans les films pour la première fois mais dans le roman de Timothy Zahn sorti en 1991, L'Héritier de l'Empire. La planète y est décrite comme étant le berceau de l'Empire.
Quoique la trilogie originale s'attarde très peu sur la capitale impériale, avec seulement une brève apparition ajoutée dans Le Retour du Jedi dans l'édition de 1997, la deuxième reprend Coruscant du livre de Zahn et lui donne une importante place. Pour cette prélogie, le concepteur Doug Chiang crée Coruscant en réutilisant principalement les concept-arts de la planète développés par Ralph McQuarrie mais finalement pas utilisés dans la première trilogie. Par ailleurs, dans L'Attaque des clones, Chiang conçoit Coruscant en s'inspirant notamment du film Blade Runner.

## Adaptations

### Jeux vidéo
Dans le jeu Star Wars: Battlefront II sorti en 2005, une carte est inspirée de la bataille spatiale visible au début de La Revanche des Sith et une autre de la Grande purge Jedi dans le temple Jedi,. Dans Star Wars: Knights of the Old Republic II - The Sith Lords sorti la même année, la planète est visible lors de cinématiques. Elle joue un rôle central dans la suite, Star Wars: The Old Republic, sorti en 2011 et dont l'action se déroule 300 ans plus tard.
En mars 2021, il est annoncé que Coruscant est ajoutée comme terrain au jeu de 2017 Star Wars: Battlefront II, après une période sans mise à jour notable du jeu. La planète remplace alors Kashyyyk dans le jeu,,,,,,,.

### Figurines
Lego a produit des figurines sphériques de diverses planètes, celle de Coruscant est sortie en 2013 sous le numéro 75007 « Republic Assault Ship & Planet Coruscant ». Elle est accompagnée d'une figurine de soldat clone et d'une de croiseur républicain. Outre cela, Lego a aussi produit un certain nombre d'autres boîtes représentant différents lieux et évènements de Coruscant, notamment une figurine de vaisseau de la police coruscanti sortie en 2014 sous le numéro 75046 « Coruscant Police Gunship », accompagnée de deux figurines de clones, d'une d'Ahsoka Tano et d'une d'Anakin Skywalker. Il existe aussi une représentation du duel entre Palpatine et les Jedi dirigés par Mace Windu, sortie en 2012 sous le numéro 9526 « Palpatine's Arrest », avec six figurines : Palpatine, les quatre Jedi venus l'arrêter et Anakin Skywalker accompagné de son vaisseau. Dix ans plus tôt sort sous le numéro 7133 « Bounty Hunter Pursuit » un set contenant des représentations des vaisseaux respectifs de la chasseuse de primes Zam Wesell et des Jedi Anakin Skywalker et Obi-Wan Kenobi.

### Parcs d'attractions
La planète apparaît dans l'attraction Star Tours: The Adventures Continue, version rénovée de Star Tours. Le visiteur monte à bord d'un Starspeeder 1000, un vaisseau de transport intergalactique, qui se retrouve pourchassé par l'Empire ou le Premier Ordre car un espion rebelle se trouve à bord. Durant son voyage, le vaisseau visite deux planètes, parmi lesquelles peut se trouver Coruscant, dans ce cas le visiteur participe à une bataille spatiale avant de voler à travers les rues de la planète. Cette attraction est située dans les parcs Disneyland Resort et Walt Disney World Resort aux États-Unis depuis 2011,, à Tokyo Disney Resort au Japon depuis 2013, et à Disneyland Paris en France depuis 2017.

## Réception
Coruscant est très présente dans les classements ayant pour sujet les planètes de Star Wars. Ainsi, Allociné lui donne la troisième position, dépassée par Bespin et la lune d'Endor. Le principal avantage donné sur Coruscant y est l'accessibilité de toutes les activités. Le site Vulture met cette planète à la troisième position, derrière la lune d'Endor et Naboo. Selon ce site, Coruscant corrige des défauts d'autres villes futuristes de science-fiction. CBR.com attribue à cette planète la sixième position. Le fait que ce monde est futuriste et beaucoup plus avancé que la plupart et qu'il s'agit du centre politique de la Galaxie est considéré comme principal point fort de la planète.
Quant au site Screen Rant, il place une fois Coruscant à la septième position. Il signale notamment que ce monde en apparence limité à une ville est plus intéressant sous d'autres angles, avec une histoire fournie et une face cachée rongée par la criminalité et la pauvreté. Dans un autre classement de Screen Rant, la seconde place est attribuée à Coruscant, derrière Tatooine. L'effet d'immersion créé par les images de synthèse notamment contribue à la détermination de cette position.

## Analyse

### Analyse littéraire
La planète Coruscant, en opposition aux planètes naturelles telle Naboo, présente de la technologie à outrance. Or, la technologie étant ennemi récurrent dans la saga (et dans la science-fiction en général), l'apparence de Coruscant dans la prélogie est censée prédire son rôle sous l'Empire galactique. En outre, les scènes de la planète dans les films sont très étroitement liées au chancelier Palpatine, principal antagoniste, futur Empereur galactique.
Il se trouve que l'arc de The Clone Wars sur le monstre de Zillo représente particulièrement cet appétit de Coruscant pour le progrès technologique. Ainsi, en référence au kaiju, le monstre, initialement capturé pour son utilité à la conception d'armement plus dangereux et certainement trop ambitieux, se retourne contre la civilisation évoluée qui pensait pouvoir le contrôler et ravage la ville trop sûre d'elle,.
Coruscant maintient dans d'autres situations une portée symbolique. Ainsi, la salle du Sénat en ruine vers la fin de La Revanche des Sith peut être vue comme une représentation du nouveau régime tyrannique. En effet, cette salle sert de siège à la démocratie et la destruction du lieu coïncide avec la fin de la République.

### Analyse scientifique
Contrairement à de nombreux mondes de la saga, Coruscant est difficilement rapprochable à une exoplanète réelle. En effet, la planète présente un niveau de développement incroyable alors qu'aucune forme de vie n'a été découverte hors de la Terre actuellement. L'existence d'un tel monde se caractériserait principalement par la pollution, atmosphérique mais surtout lumineuse, ce qui serait le principal moyen d'en identifier un,.
Dans une comparaison entre des planètes de Star Wars et la réalité, la NASA effectue un rapprochement entre Coruscant et l'exoplanète Kepler-452b. En effet, il se trouve que Kepler-452b présente des caractéristiques similaires à celles de la Terre et existe depuis plus longtemps que cette dernière, ce qui aurait pu permettre le développement de vie, voire de civilisation bien plus avancée que la nôtre,.